# 蓜島邦明
蓜島 邦明（はいしま くにあき、1953年1月30日 - ）は、日本の作詞家、作曲家、編曲家。
埼玉県さいたま市出身。城西大学経済学部卒業。『世にも奇妙な物語』シリーズのテーマ曲「ガラモン・ソング」で知られる。

## 略歴・人物
幼少期より「ものづくり」に関心があり彫刻家を目指すものの、大学卒業後に「養子になってほしい」と言われて叔父が営むパン屋へ就職しパン職人となる。その後一転して好きだった音楽の世界へ転身し、当時まだ登場して間もなかったシンセサイザーを購入して独学で作曲家への道に進む。劇団にて音響を担当し、作曲活動を開始する。
建築様式におけるオブジェや様式美術に興味を持ち、彫刻家を目指すものの、その過程で素材の出す音に出会い作曲家になる。
テレビ・コマーシャル・映画・舞台・バレエなどの音楽監督を務める。
近年ではプロデュース業も手掛け、海外のアーティストやボーカリストを起用し、海外のアーティストとのコラボレーションを果たしている。
友人で映画監督・脚本家の飯田譲治が『世にも奇妙な物語』の前身番組『奇妙な出来事』のスタッフだったために、『世にも奇妙な物語』のテーマ曲を「10年残るようなエバーグリーンな曲を」と依頼した。1990年の『世にも奇妙な物語』の劇伴により脚光を浴び、それがきっかけで以降アニメやドラマの作曲を多く手がけるようになる。
サウンドトラックの録音時に、秒単位で時間を調整しながら指揮をするのが得意である。
『世にも奇妙な物語』に通ずる『悪いこと』『If もしも』『週刊ストーリーランド』『ココだけの話』『NIGHT HEAD』なども蓜島が音楽を担当している。ホラー作品では不協和音やノイズ風の音を散りばめたサウンドを多用している。

## 作品

### テレビドラマ
- 世にも奇妙な物語（1990年～）
- ジュニア・愛の関係（1992年）
- 悪いこと（1992年）
- NIGHT HEAD（1992年）
- if もしも（1993年）
- 美味しんぼ2 炎の対決（1995年）
- BLACK OUT（1995年）
- MMR未確認飛行物体（1996年）
- 聖龍伝説（1996年）
- ボーダー 犯罪心理捜査ファイル（1999年）
- 輝ける瞬間（とき） コンバットカメラマン沢田教一の愛と青春（1999年）
- ショカツ（2000年）
- ココだけの話（2001年）
- DOUBLE SCORE（2002年）
- 最後の弁護人（2002年）
- 日本のこわい夜（2004年）
- Sh15uya（2005年）
- ホーリーランド（2005年）
- 悪魔のような女（2005年）
- ウルトラマンマックス（2005年）
- 仮面ライダーカブト（2006年）
- キミ犯人じゃないよね?（2008年）
- ドラマW 都市伝説セピア（2009年）
- Dr.伊良部一郎（2011年）
- TAROの塔（2011年）
- メイドインジャパン（2013年）
- 破裂（2015年、NHK）
- 仮面ライダーアマゾンズ（2016年)
- 仮面ライダーアマゾンズseason2（2017年)
- 4号警備（2017年）
- 霊魔の街（2017年）
- NHKスペシャル「ドラマ 龍馬最後の30日」（2018年）
- デジタル・タトゥー（2019年、NHK）
- 呪怨:呪いの家（2020年、Netflix）

### テレビアニメ
- ツヨシしっかりしなさい（1992年）
- 南海奇皇（1998年）
- MASTERキートン（1998年）
- ガサラキ（1998年）
- 火魅子伝（1999年）
- BLUE GENDER（1999年）
- 勝負師伝説 哲也（2000年）
- RUN DIM（2001年）
- スーパークマさん（2003年）
- 住めば都のコスモス荘（2003年）
- 京極夏彦 巷説百物語（2003年）
- MONSTER（2004年）

#### OVA
- 小鉄の大冒険（1996年）
- GUNDAM Mission to the Rise （1998年）
- エイリアン9（2001年）
- マクロス ゼロ（2002年）
- 舞-乙HiME 0〜S.ifr〜（2008年）

### その他のテレビ番組
- 征服王（1992年）
- 週刊ストーリーランド（1999年）
- ズームイン!!SUPER（2005年）

### 映画
- NIGHT HEAD 劇場版（1994年）
- スプリガン（1998年）
- 催眠（1999年）
- 世にも奇妙な物語 映画の特別編（2000年）
- 東京スキャナー（2003年）
- 感染（2004年）
- 下弦の月〜ラスト・クォーター（2004年）
- サイレン 〜FORBIDDEN SIREN〜（2006年）
- 劇場版 仮面ライダーカブト GOD SPEED LOVE（2006年）
- 蟲師（2007年）
- 叫（2007年）
- 伝染歌（2007年）
- 戦慄迷宮3D THE SHOCK LABYRINTH（2009年）
- カルト（2013年）
- 風邪（ふうじゃ）（2014年）
- 呪怨 -ザ・ファイナル-（2015年）
- 仮面ライダーアマゾンズ THE MOVIE 最後ノ審判（2018年）

### CM
- PARCO
- SEIKO
- 資生堂
- JAL
- 西武百貨店
- 丸井
- 小田急
- ビクター
- 東芝
- ナショナル
- NEC
- 三菱
- ホンダ
- スズキ
- 日産自動車
- ダイハツ工業
- ニッカウヰスキー
- UCC

など

### 公共施設
- すみだリバーサイドホールギャラリー
- 板橋熱帯環境動物園
- 愛・地球博（Nedo館）

### 店内BGM
- 無印良品

### ゲーム
- ウルトラマン（1995年・PlayStation）
- 人形館の呪い（1996年・パソコン用ゲーム）
- クーロンズゲート（1997年・PlayStation）
- ロードス島戦記（1999年・PlayStation）
- どこでもいっしょ（1999年・PlayStation）
- SIREN2（2006年・PlayStation 2）
- メトロイド アザーエム（2010年・Wii）
- クーロンズリゾーム（2021年・PlayStation 4、Nintendo Switch、Steam）

### 舞台
- 七色インコ（2000年）

### ライブ
- OPEN GATE（2001年）

## ディスコグラフィ

### アルバム
- 蓜島邦明作品集「element」（1999年12月10日、日本コロムビア、COCP-30725）
- KARDIA 大友克洋GENGA展（2013年05月01日、スザクミュージック、NGCS-1027）

### 参加作品
- 宮村優子「不意打ち」 - トラック6、8（1997年09月22日、ビクターエンタテインメント、VICL-60090）
- MUJI BGM1980-2000 - トラック7-12(disc b)（2000年06月23日、無印良品、M001-M003）
- AKIRA REMIX （2024年08月21日、ビクターエンタテインメント、VICL-65922）

## 出演

### ラジオ番組
- 蓜島邦明のラッタ ラッタ ラ（2018年10月 - 、Tokyo Star Radio）

### テレビ番組
- 世にも奇妙な物語 '23秋の特別編「永遠のふたり」（2023年11月11日、フジテレビ）

## 受賞
- 第40回シッチェス・カタロニア国際映画祭 最優秀映画音楽賞(2007年、『蟲師』)